# 恩吉达诺斯
恩吉达诺斯，是西班牙卡斯蒂利亚-拉曼恰昆卡省的一个市镇。总面积165平方公里，总人口486人（2001年），人口密度3人/平方公里。